# Front national pour la défense de la révolution
Het Front national pour la défense de la révolution (socialiste malgache) (Nederlands: Nationaal Front voor de Verdediging van de Malagassische Socialistische Revolutie, FNDR) was een koepelorganisatie in de Democratische Republiek Madagaskar (1975-1990).
Het FNDR werd op 21 december 1975 opgericht door president Didier Ratsiraka die eerder dat jaar door een militaire staatsgreep aan de macht was gekomen in een poging de verschillende revolutionaire en socialistische partijen op het eiland te bundelen. Alleen politieke partijen en organisaties die bij het FNDR waren aangesloten konden op Madagaskar nog vrijelijk opereren. De partijen en organisaties die bij het FNDR waren aangesloten waren:
| Partij                                                                       | Afkorting | Oprichtingsdatum | Ideologie                              |
| ---------------------------------------------------------------------------- | --------- | ---------------- | -------------------------------------- |
| Antoko'ny Kongresi'ng Fahaleo - Vantenan'i Madagaskara                       | AFKM      | 1958             | marxisme-leninisme1                    |
| Action pour la Renaissance de Madagascar                                     | AREMA     | 1976             | socialisme, syncretische politiek      |
| Vonjy Iray Tsy Mivaky - Pour la révolution socialiste dans l'unité nationale | VONJY     | 1973             | linksnationalisme, sociaaldemocratie   |
| Mouvement pour le pouvoir prolétarian                                        | MPP       | 1972             | marxisme-leninisme                     |
| Mouvement national pour l'indépendance de Madagascar                         | MONINMA   | 1958             | linksnationalisme, socialisme, maoïsme |
| Vondrona Socialista Monima                                                   | VSM       | 1977             | maoïsme                                |
| Union démocratique chrétien malgache                                         | UDECMA    | 1976             | Christendemocratie                     |
| 1 V.a. 1990: sociaaldemocratie                                               |           |                  |                                        |

AREMA, de partij van president Ratsiraka, was de grootste en meest invloedrijke partij binnen het FNDR. Bij de verkiezingen van 1977, 1983 en 1988 won de coalitie van het FNDR telkens alle zetels. In 1990 werd er een meerpartijenstelsel ingevoerd en werden er partijen buiten het FNDR opgericht. In de loop van 1991 werd het FNDR ontbonden, waarna de aangesloten partijen hun onafhankelijkheid herkregen.

## Verwijzingen
1. ↑  D.I. Ray: Dictionary of the African Left, University of Calgary 1989, p. 95
2. ↑  Data ontleent aan: D.I. Ray: Dictionary of the African Left, University of Calgary 1989